# Svenska Serien 1922-1923
La Svenska Serien 1922-1923 fu la nona edizione del campionato svedese di calcio a gironi.

## Classifiche finali

### Gruppo Est
| Pos | Club           | G  | V | N | P | GF | GS | Punti |
| --- | -------------- | -- | - | - | - | -- | -- | ----- |
| 1   | AIK            | 10 | 7 | 1 | 2 | 28 | 17 | 15    |
| 2   | IFK Eskilstuna | 10 | 4 | 2 | 4 | 21 | 17 | 10    |
| 3   | Hammarby IF    | 10 | 4 | 1 | 5 | 16 | 18 | 9     |
| 4   | Djurgårdens IF | 10 | 3 | 3 | 4 | 16 | 9  | 9     |
| 5   | IK Sleipner    | 10 | 4 | 1 | 5 | 14 | 20 | 9     |
| 6   | IFK Norrköping | 10 | 4 | 0 | 6 | 15 | 9  | 8     |

### Gruppo Ovest
| Pos | Club            | G  | V | N | P | GF | GS | Punti |
| --- | --------------- | -- | - | - | - | -- | -- | ----- |
| 1   | GAIS            | 10 | 5 | 3 | 2 | 15 | 10 | 13    |
| 2   | IFK Göteborg    | 10 | 5 | 3 | 2 | 18 | 9  | 12    |
| 3   | Örgryte IS      | 10 | 5 | 2 | 3 | 17 | 9  | 12    |
| 4   | Helsingborgs IF | 10 | 4 | 4 | 2 | 14 | 9  | 12    |
| 5   | IFK Malmö       | 10 | 3 | 1 | 6 | 8  | 22 | 7     |
| 6   | Malmö FF        | 10 | 1 | 2 | 7 | 6  | 19 | 4     |

## Finale per il titolo
- 17 giugno 1923: GAIS-AIK 3–1
- 8 luglio 1923: AIK-GAIS 0-2